# Поток (фильм, 1926)
«Пото́к» (англ. Torrent) — немая американская мелодрама режиссёра Монта Белла 1926 года, основанная на романе испанского писателя Висенте Бласко Ибаньеса «В апельсиновых садах». Лента стала первым американским фильмом, в котором снялась шведская актриса Грета Гарбо.

## Сюжет
Рафаэль — сын одной из богатейших семей одного из испанских городков влюблён в дочь простого фермера Леонору. Властная мать Рафаэля категорически против неравного брака и запрещает сыну видеться с девушкой. Леонора покидает родные места и уезжает в Париж, где становится знаменитой певицей, а Рафаэль женится на другой, но любовь по-прежнему влечёт их друг к другу.

## В ролях
- Рикардо Кортес — дон Рафаэль Брулль
- Грета Гарбо — Леонора
- Гертруда Олмстед — Ремедьос
- Эдвард Коннелли — Педро Морено
- Люсьен Литтлфилд — Купидо, цирюльник
- Марта Мэттокс — донья Бернарда Бруль
- Люси Бомонт — донья Пепа
- Талли Маршалл — дон Андрес
- Мак Суэйн — дон Матиас
- Артур Эдмунд Кэрью — Сальватти
- Лиллиан Лейтон — Изабелла

## Зрительский приём

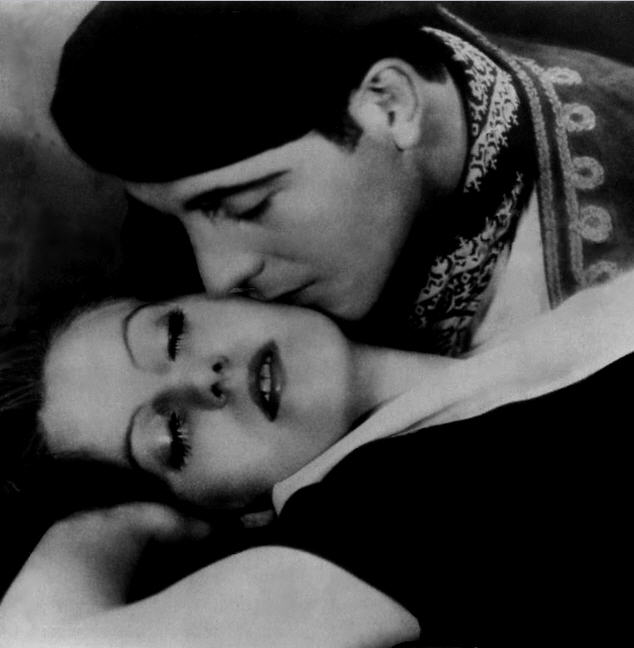
Гарбо и Кортес

После успеха в Европе фильма «Безрадостный переулок» Грета Гарбо была приглашена в Голливуд, однако американская пресса отозвалась о прибывшей шведке насмешливо, а продюсеры не спешили предлагать ей роли — Гарбо не говорила по-английски и имела внешность и манеры, далёкие от «голливудских» стандартов. Однако перед началом съёмок фильма «Поток» заболела исполнительница роли Леоноры актриса Альма Рубенс (вскоре вышедшая замуж за исполнителя роли Рафаэля Рикардо Кортеса) и на замену была срочно приглашена Гарбо. Фильм также оказался успешным, собрав в мировом прокате $668,000 (прибыль кинокомпании «Metro-Goldwyn-Mayer» составила $126,000), и прославил Грету Гарбо в США (в частности, еженедельник Variety описал дебют Гарбо как «девушки, у которой есть все»), попутно сформировав образ загадочной и роковой красавицы, используемый в последующих фильмах с участием актрисы. В 2011 году фильм вышел на DVD как часть издания Warner Archive Collection.